# Urbanistica di Pienza

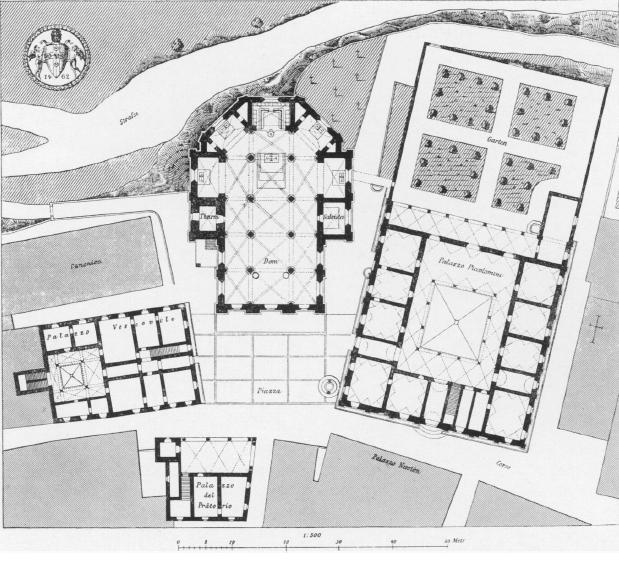
Pianta di Piazza Pio II, Pienza

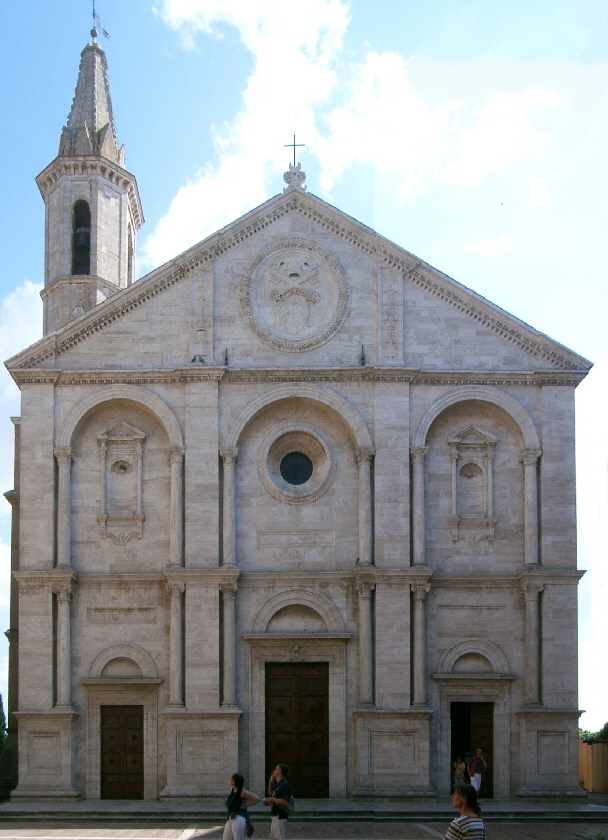
Facciata del Duomo di Pienza

Pienza, in provincia di Siena, è uno dei rarissimi progetti di città ideale del Rinascimento messi in pratica. 
Il progetto urbanistico cittadino, curato da Bernardo Rossellino per papa Pio II, è una delle realizzazioni più significative del Quattrocento italiano.

## Storia
Nel 1459 Enea Silvio Piccolomini, da poco eletto pontefice con il nome di Pio II, decise di mettere in atto una radicale trasformazione del suo borgo natale, Corsignano in Val d'Orcia, facendone una residenza ideale degna di un papa e della sua corte, secondo un lessico architettonico "alla romana", cioè classicista, che allora era in voga. I lavori vennero affidati a Bernardo Rossellino, allievo di Leon Battista Alberti, già attivo nella corte papale dove tra l'altro aveva progettato il rinnovamento di San Pietro.
Fu la prima volta in cui le sporadiche e quasi sempre irrealizzate meditazioni sull'assetto urbano degli architetti umanisti vennero messe in pratica, su un piano unitario e di ampio respiro.
La morte di Rossellino e di Pio II Piccolomini impedì la completa realizzazione del progetto.

## Preesistenze
Corsignano era un borgo medievale fortificato come numerosi della zona. Posto sul crinale di un colle, era circondato da mura ed aveva una forma allungata, attraversato da un asse viario principale leggermente curvato, dal quale si dipartiva la viabilità minore.

## L'intervento rinascimentale
Il progetto iniziale doveva riguardare solo la piazza centrale, su cui dovevano prospettare la cattedrale, il palazzo gentilizio papale, la sede del comune e del vescovo di Pienza.

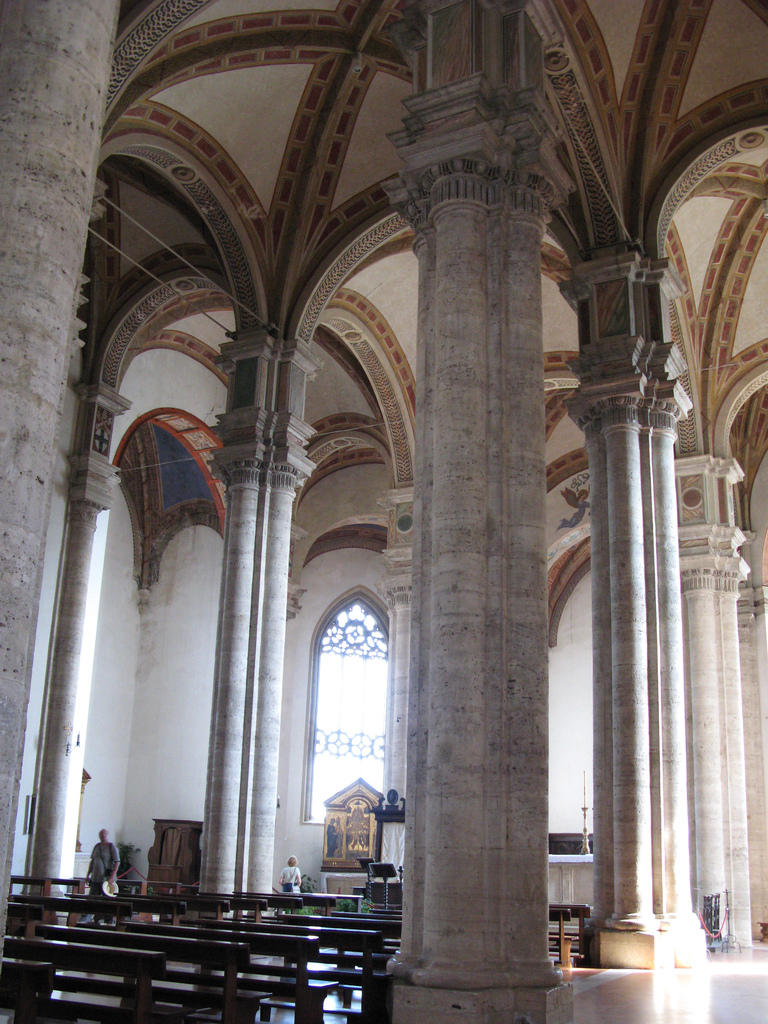
Interno del Duomo

L'intervento fu poi esteso al resto del borgo, volendo ristrutturare i più importanti edifici affacciati sulla via principale, per farne le residenze del seguito cardinalizio, e un lotto di "case nuove" collocato vicino alle mura per coloro che erano stati sfrattati per l'edificazione degli edifici monumentali. 
Rossellino collocò la piazza in posizione tangente alla via principale, nel punto in cui l'asse si piega e il terreno si protende verso la val d'Orcia. Lo slargo ha forma trapezoidale, con il Duomo sul lato maggiore, il palazzo Piccolomini a destra, il palazzo Vescovile a sinistra e in fondo, oltre la strada, il palazzo Pretorio. Il selciato è in cotto suddiviso in riquadri da listoni di travertino, che creano una graticola prospettica legata in orizzontale allo sviluppo architettonico degli edifici circostanti. 
Gli edifici vennero progettati secondo un aspetto volutamente albertiano: la facciata del Duomo riprende infatti la tripartizione del Tempio Malatestiano, anche se le lesene particolarmente sporgenti tra gli archi dei portali, oltre a raccordare i due ordini sovrapposti, evidenziano esplicitamente la divisione interna in tre navate: si tratta del primo tentativo del XV secolo di rapportare l'architettura interna ed esterna di un edificio sacro. L'abside è ancora più originale, con grandi trifore che inondano di luce l'interno, scandito da pilastri a fascio, secondo il desiderio del committente di imitare le Hallenkirchen tedesche e la loro spazialità luminosa.

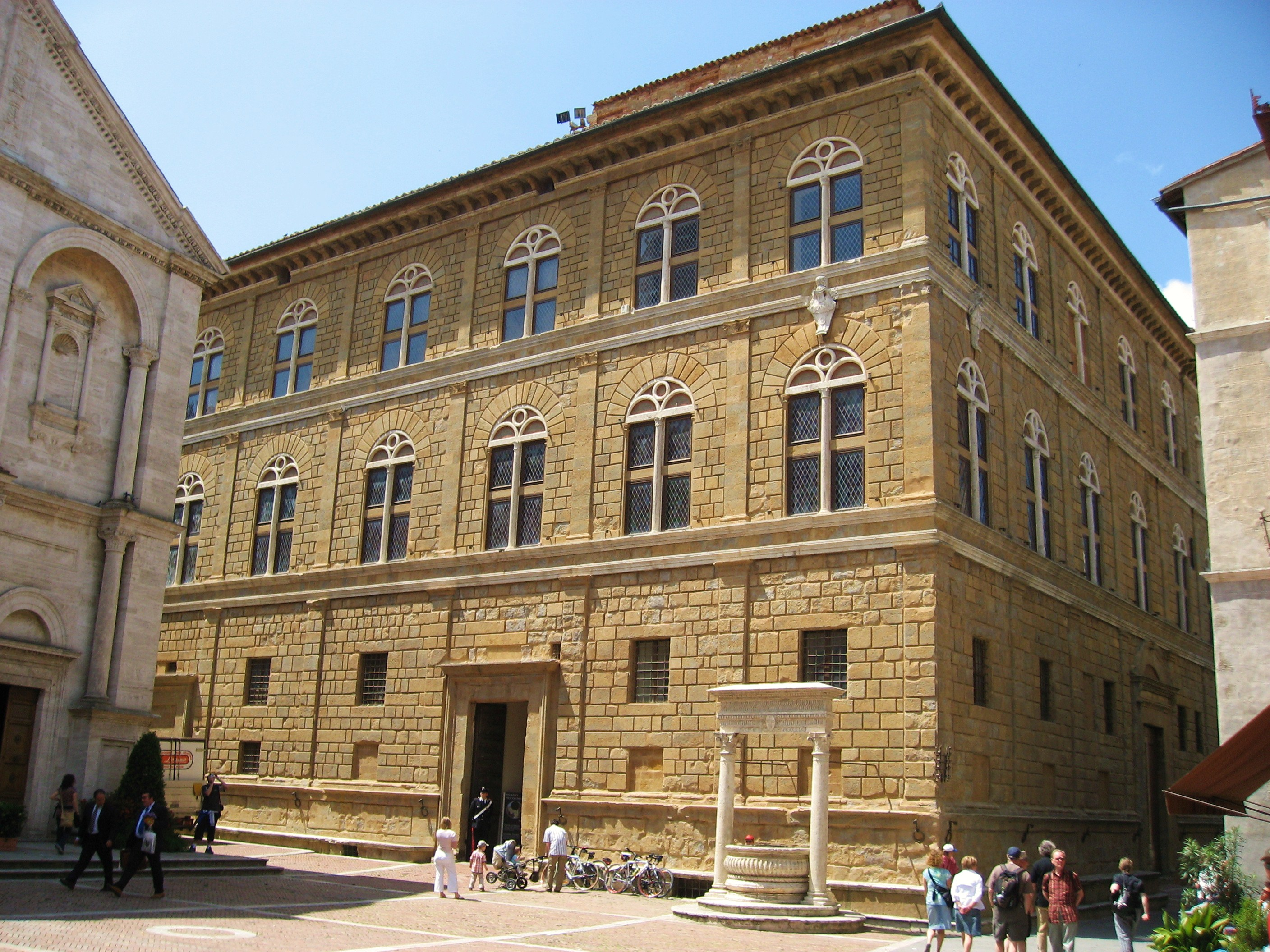
Palazzo Piccolomini

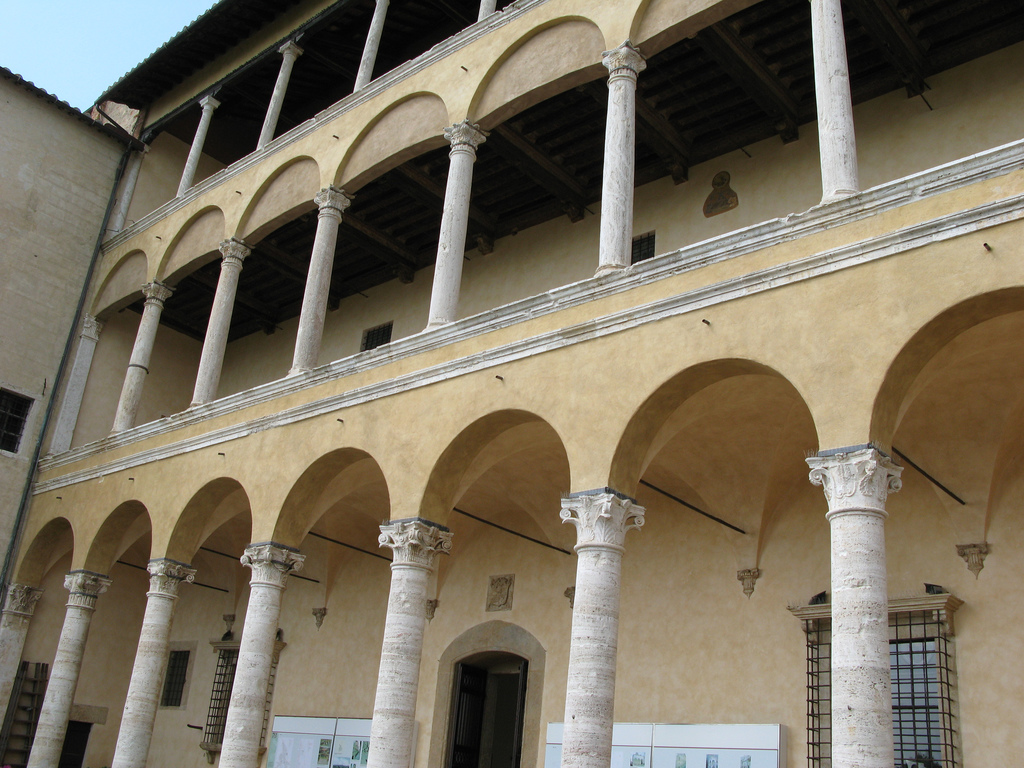
Facciata sul giardino

Palazzo Piccolomini riprende motivi di Palazzo Rucellai di Firenze (portali, panca di via, bugnato liscio in facciata, griglia equilibrata di linee verticali e orizzontali dove si inseriscono le bifore a tutto sesto), anche se presenta una libertà compositiva rispetto a quest'ultimo: nel palazzo di Alberti la finestra deriva dalla campata, qua invece è indipendente dallo schema costruttivo, questo perché Rossellino è più un costruttore che un teorico dell'architettura e come tale pensava che la facciata dovesse derivare dall'interasse tra le travi, piuttosto che da proporzioni studiate a tavolino. La pianta riprende il motivo del cortile centrale porticato. Più originale è la parte posteriore sul giardino panoramico, impostata con una loggia a tre ordini, dalla quale si gode una straordinaria vista sulla valle fino al Monte Amiata, valorizzando reciprocamente lo spazio costruito e lo spazio naturale, imprescindibile esempio per le successive ville suburbane.
Il Palazzo Vescovile presenta una caratteristica prettamente rinascimentale: la pavimentazione regolare ne accentua la visione prospettica: vi si trova indicato anche un segnacolo che indica il punto di vista ideale.
Il risultato, almeno nelle parti completate come la piazza, fu una perfetta residenza papale, improntata all'omogeneità della visione architettonica, in cui la scansione orizzontale del lastrico pavimentato sembra riflettersi sulla geometria regolare delle linee verticali dei prospetti dei palazzi, quasi assurgendo a modulo architettonico.

## Galleria d'immagini

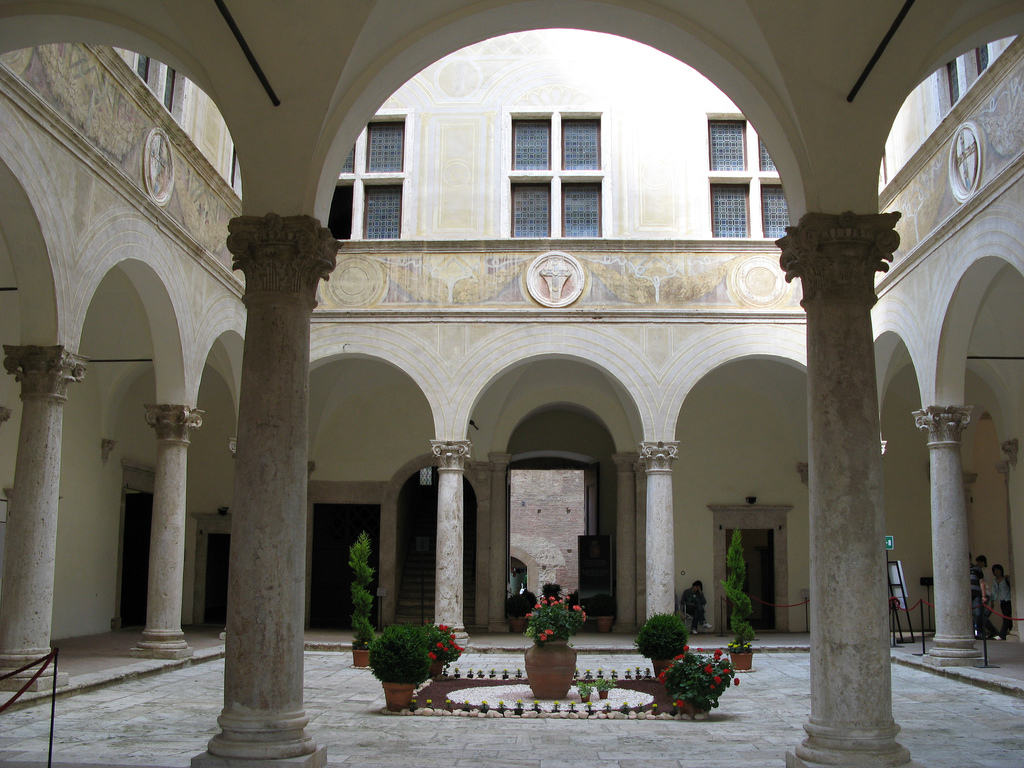
Cortile di Palazzo Piccolomini
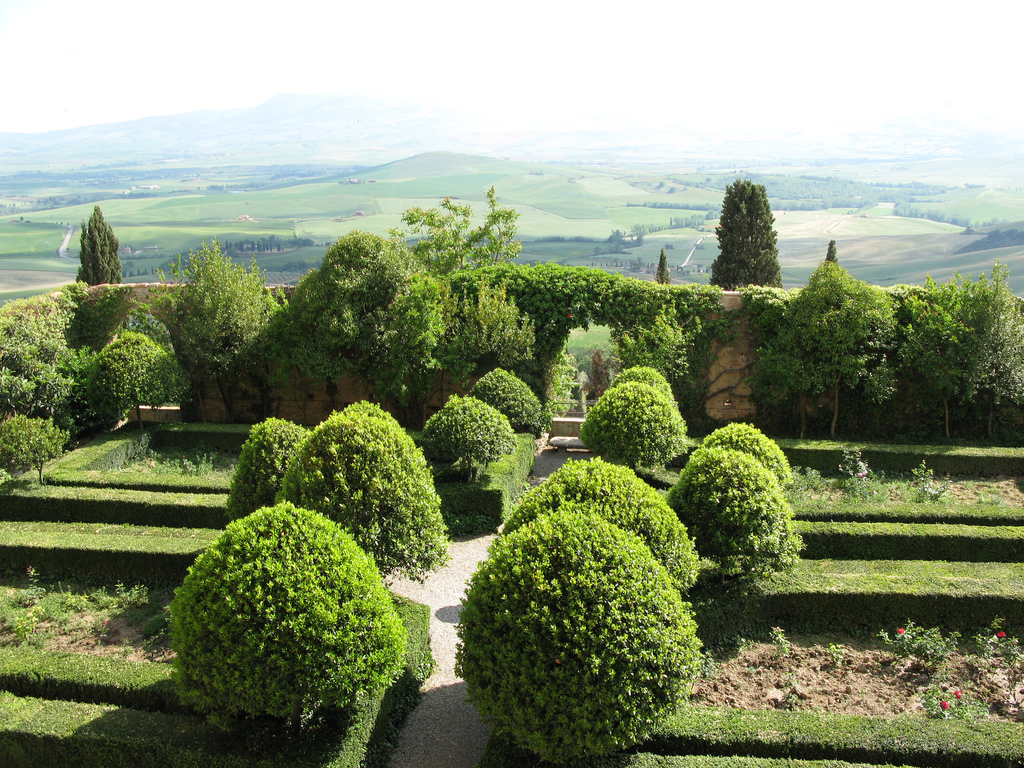
Giardino di Palazzo Piccolomini
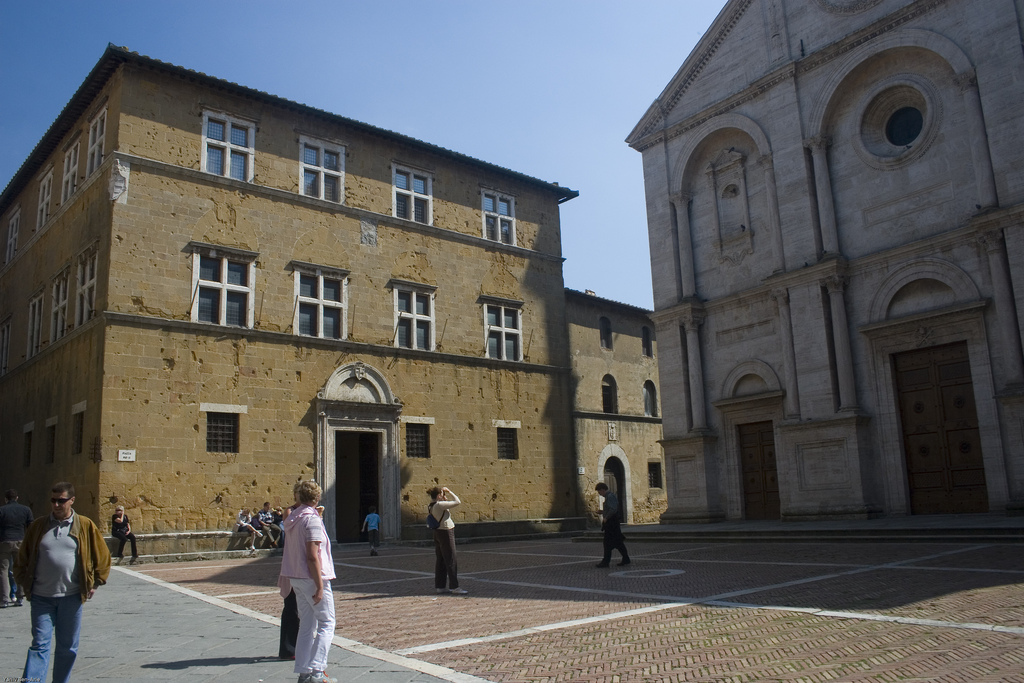
Palazzo Vescovile
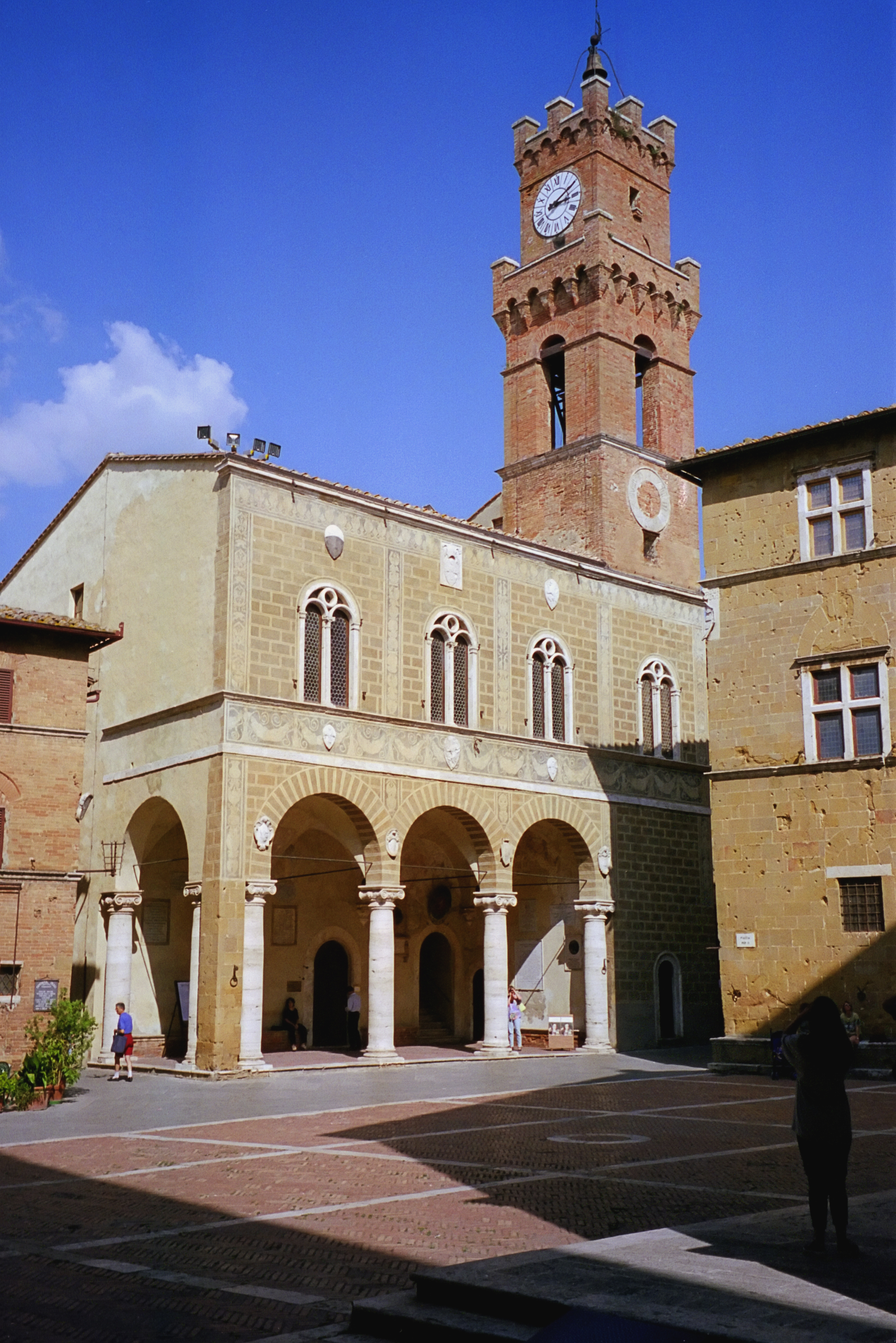
Palazzo Comunale
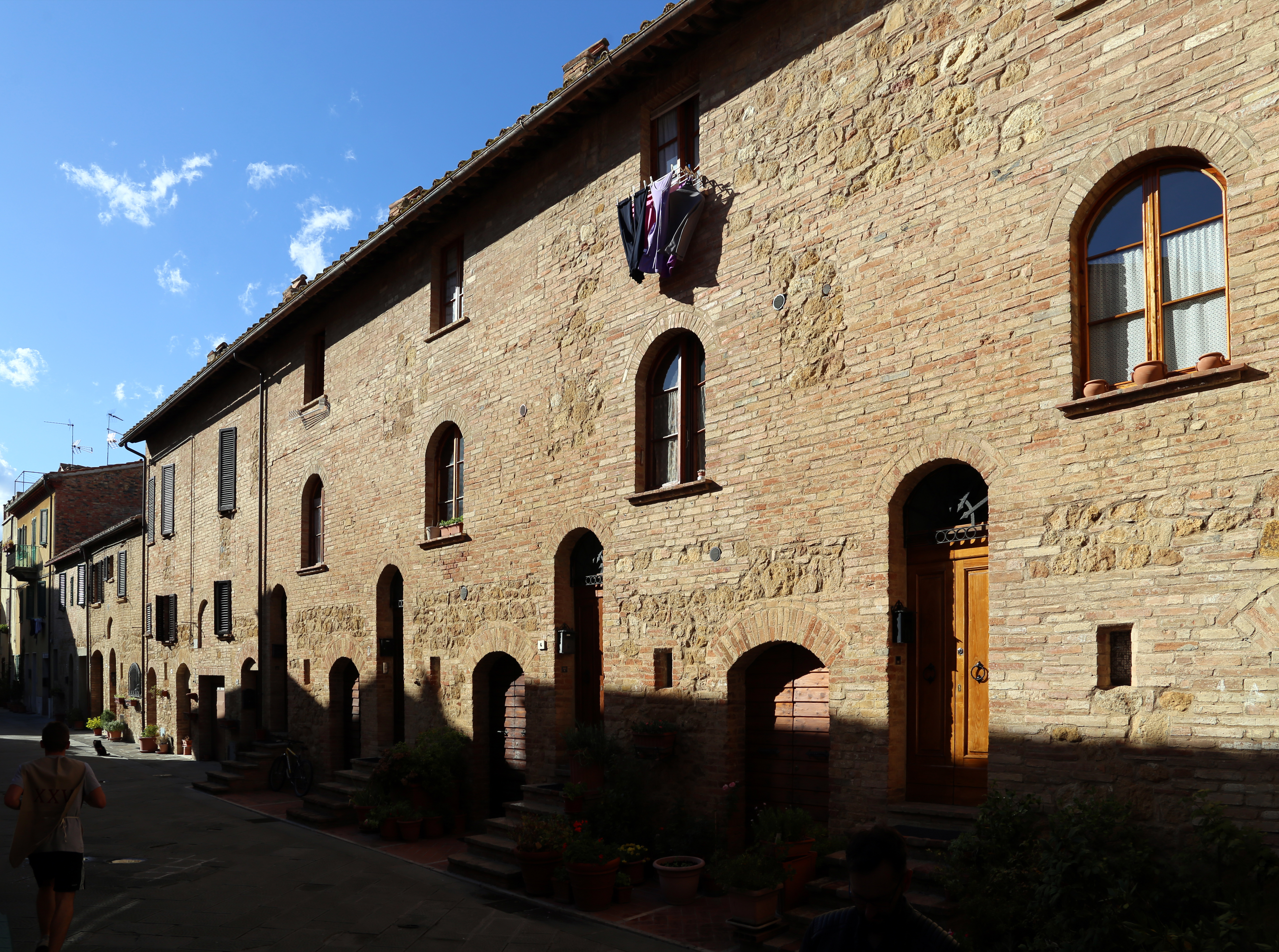
Le "case nuove" del Rossellino, destinate al popolo minuto